# النبوعة
النبوعة قرية سورية تقع في ناحية القحطانية التابعة لمنطقة القامشلي في محافظة الحسكة، شمال شرقي سوريا. أُسست عام 1943م على يد الشيخ عبّو الحميّد من قبيلة الجوالة الطائية، وتبعد نحو 11 كم جنوب مدينة القحطانية. تُعد القرية منطقة زراعية ذات تربة خصبة، ويزرع سكانها محاصيل القمح والشعير والعدس ويربون الأغنام والخيول العربية الأصيلة ويمر بها وادي عباس.